# داستان ژاپنی (فیلم)
داستان ژاپنی (به انگلیسی: Japanese Story) فیلمی استرالیایی به کارگردانی سو بروکس است که در سال ۲۰۰۳ منتشر شد. بازیگران اصلی فیلم تونی کولت و گوتارو تسوناشیما بودند.

## خلاصه داستان
سندی (با بازی تونی کولت) مدیر میانی یک شرکت تولید نرم‌افزارهای زمین‌شناسی در پرت استرالیا توافق می‌کند که به عنوان راهنما، تاجر ژاپنی تاچیبانا هیرومیتسو (با بازی گوتارو تسوناشیما) را به معدنی دور دست ببرد به این امید که وی نرم‌افزار مذکور را خریداری کند. اما تاچیبانا فردی درونگراست که دوست دارد در طبیعت بکر استرالیا به بازشناسی خود بپردازد و به سندی تنها به عنوان یک راننده و راهنمای سفر توجه می‌کند.